# Jacques Brunet (banquier)
Pour les articles homonymes, voir Jacques Brunet et Brunet.
Jacques Élie Pascal Brunet, né le 10 mai 1901 à Paris et mort dans cette même ville le 15 décembre 1990, est un haut fonctionnaire et banquier français.

## Biographie

### Jeunesse et études
Jacques Brunet suit des études de droit et obtient une licence de droit. Il est également diplômé de l'École libre des sciences politiques.

### Parcours professionnel
En 1924, il réussit le concours de l'Inspection des finances.
Inspecteur des finances et conseiller d'État (en service extraordinaire), il est nommé directeur du Trésor à la création de ce poste en 1940 jusqu'en 1946,. Il passe inspecteur général des finances en 1945 et commissaire du gouvernement devant le Conseil d'État.
Il est directeur général de la Banque de l'Algérie et de la Tunisie de 1946 à 1949, président-directeur général du Crédit national de 1949 à 1960, président de la Caisse nationale des marchés de l'État, de la Caisse marocaine des marchés, de la Caisse nationale de l'Énergie, puis est nommé gouverneur de la Banque de France à partir du 21 janvier 1960, en remplacement de Wilfrid Baumgartner.
Olivier Wormser lui a succédé à la tête de la Banque de France le 8 avril 1969.
Il devient vice-président du conseil de surveillance de la Compagnie bancaire et président de la Compagnie financière Chimio en 1970, puis président-directeur général de Roussel-Uclaf de 1972 à 1977 

## Décorations
- Grand-croix de la Légion d'honneur
- Grand-croix de l'ordre national du Mérite
- Commandeur de l'ordre du Mérite agricole (1957)[4]

### Sources
- Dictionnaire historique des inspecteurs des Finances 1801-2009, Institut de la gestion publique et du développement économique, 2012